# 長野県岩村田高等学校
長野県岩村田高等学校（ながのけん いわむらだこうとうがっこう）は、長野県佐久市岩村田にある公立高等学校。

## 概要
- 略称は「岩高（がんこう）」で、これに伴って文化祭は「岩高祭（がんこうさい）」と呼ばれる。
- かつては普通科と工業科を有する総合制の高等学校であったが、現在は普通科単独高校となっている。

## 沿革
- 1919年4月 - 岩村田町立岩村田実科女学校が開校。
- 1924年4月 - 岩村田町立岩村田中学校が開校。
- 1929年4月 - 岩村田町立岩村田実科女学校が岩村田町立岩村田高等女学校と改称。
- 1948年4月1日 - 学制改革により、岩村田町立岩村田高等女学校が長野県岩村田城戸ヶ丘高等学校に、岩村田町立岩村田中学校が長野県岩村田高等学校となる。
- 1949年4月1日 - 長野県岩村田高等学校と長野県岩村田城戸ヶ丘高等学校が統合し、長野県岩村田高等学校となる
- 1961年4月1日 - 機械科を設置。
- 1963年4月1日 - 電気科を設置。
- 1987年4月1日 - 電子機械科を設置。
- 2015年4月1日 - 工業科と臼田高校と北佐久農業高校が統合し長野県佐久平総合技術高等学校となる。

## 教育目標
「信頼に足る人物たれ。」
- 心身の調和のとれた健全な人間の育成。
- 協調性に富み、道理をわきまえ、円満な団体生活を営み得る人間の育成。
- 現代文化に貢献し得る基礎的学力を具備した人間の育成。
- 質実剛健にして勤労を愛好する人間の育成。
- 自主的・意欲的で創造性の豊かな人間の育成。

## 著名な出身者
- 小林茂太 - プロ野球選手
- 田中しょう - 漫画家
- 五十嵐隼士 - 飲食店経営者、YouTuber、元俳優
- 寺島義幸 - 政治家（衆議院議員）
- 町田一仁 - 防衛省人事教育局長
- Roni - ラジオDJ
- 両角友佑 - カーリング選手、男子カーリング日本代表
- 両角公佑 - カーリング選手、男子カーリング日本代表
- 上野美優 - カーリング選手
- 上野結生 - カーリング選手

## 校歌・学生歌・応援歌
- 校歌 - 作詞：尾崎喜八、作曲：高木東六[1]
- 学生歌「大浅岳」 - 作詞：中村剛、作曲：小宮山善利[1]
- 応援歌「群青の空」 - 作詞：中村剛、作曲：小宮山善利[1]

## 交通
- 東日本旅客鉄道北陸新幹線：佐久平駅徒歩15分
- 東日本旅客鉄道小海線：岩村田駅徒歩5分